# Ioannis Kapodistrias
Ioannis Kapodistrias, född den 11 februari 1776 på Korfu, död den 9 oktober 1831, var en grekisk greve och statsman i rysk tjänst.

## Biografi
Kapodistrias utsågs under det grekiska frihetskriget till det moderna Greklands första statschef år 1828. Hans familj härstammade från halvön Istrien; därav namnet. Han dog, mördad av politiska fiender, år 1831.
Kapodistrias upprättade sitt korta republikanska styre på ön Egina på några mils avstånd från Aten. Han stöddes av Ryssland, England och Frankrike. Kapodistrias hade tidigare fungerat som ryske tsaren Alexander I:s utrikesminister och hade således stor erfarenhet av europeisk diplomati.